# Гебель, Густав Иванович
Густав Иванович Гебель (1785—1856) — генерал-майор Русской императорской армии, комендант Дрездена, второй комендант Киева. Имя Г. И. Гебеля неразрывно связано с восстанием декабристов и бунтом в Черниговском полку.

## Биография
Густав Гебель родился ок. 1785 года; происходил из «лекарских детей».
По окончании 4 июля 1800 года кадетского корпуса был направлен прапорщиком в 5-й егерский полк. Менее чем через два месяца был произведён в подпоручики, а 11 октября 1804 получил чин поручика.
Принимал участие в войнах третьей и четвёртой антинаполеоновских коалиций и был награждён орденом Святой Анны 3 степени.
27 апреля 1807 года Гебель был пожалован в штабс-капитаны, 29 марта 1809 года в капитаны, а 6 июля 1812 года получил чин майора.
После вторжения Наполеона в Россию принимал участие практически во всех ключевых битвах Отечественной войны 1812 года. За храбрость был награждён орденом Святого Владимира 4 степени с бантом и Золотой шпагой.
После изгнания французской армии из пределов империи принимал участие в войне шестой коалиции и был награждён орденом Святой Анны 2 степени. В 1813 году Густав Иванович Гебель был назначен командованием на должность плац-майора Лейпцига.
В 1815 году Гебель был утверждён комендантом города Дрездена.
26 ноября 1819 года Гебель был награждён орденом Святого Георгия IV класса.
В чине подполковника он был командиром Черниговского 29-го пехотного полка и 25 декабря 1825 года получил предписание арестовать батальонного командира того же полка подполковника Сергея Ивановича Муравьева-Апостола и его брата Матвея. Муравьевых в Василькове не оказалось, и Гебелю пришлось проехать в Житомир и другие местечки, пока в ночь на 29 декабря он не настиг их в селе Трилесье, месте стоянки одной из рот полка.
При исполнении предписания единомышленники Муравьевых-Апостолов (среди которых были офицеры полка Кузьмин, Соловьёв, Сухинов и Щепилло) напали на Гебеля и нанесли ему 14 штыковых ран в разные части тела и сломали правую руку. Последствием неудавшегося ареста был известный бунт в Черниговском полку. Солдаты полка в расправе над полковником участия не принимали, а оставались только зрителями. Полковнику Гебелю с помощью рядового 5-й роты Максима Иванова удалось спастись от декабристов.
Израненный Гебель был доставлен в город Киев, где долго восстанавливался. По желанию русского императора Николая І, полубольной ещё, лёжа в постели, подполковник Гебель продиктовал описание всего происшедшего с ним.
9 января 1826 года Гебель был произведён за отличие по службе в полковники, а затем награждён орденом Святого Владимира 3-й степени. В 1828 году он был назначен вторым комендантом в Киев.
Произведенный в генерал-майоры, он вышел в отставку в 1835 году, жил некоторое время в Киеве, а потом переселился в своё имение, Могилёвской губернии, где и прожил остаток жизни.
Густав Иванович Гебель умер 1 августа 1856 года.
Один из участников восстания Черниговского полка, M. И. Муравьев-Апостол, в своих воспоминаниях относится отрицательно к личности Гебеля и утверждает, что «будь на месте Гебеля полковым командиром человек, заслуживающий уважения своих подчинённых и более разумный, не было бы возмущения». Неблагоприятный отзыв о Гебеле дает и декабрист И. И. Горбачевский. По словам же сына Гебеля Александра, он был человек строгий, исполнительный и при всей своей доброте вспыльчивый до крайности. Ему поручено было подтянуть распущенный полк, за что его и невзлюбили.

## Образ в кино
В фильме «Союз спасения» (2019) и сериале "Союз спасения. Время гнева" (2022) роль Гебеля исполнил Владислав Ветров.